# 鏡優翔
鏡 優翔（かがみ ゆうか、2001年9月14日 - ）は、日本の女子レスリング選手。山形県山形市出身。階級は76キログラム (kg) 級。身長167センチメートル。パリオリンピック金メダリスト。

## 来歴
山形市で生まれ、小学校入学と同時に家族で栃木県宇都宮市に転居し宇都宮市立雀宮南小学校に入学後に、レスリング競技経験のある父や兄の影響でレスリングを始め、下野サンダーキッズに加入して小学3年から6年の全国大会で4連覇する。小学生の途中まで宇都宮ラグビースクールでラグビーにも取り組んだ。
レスリングに専念すると、宇都宮市立雀宮中学校1年次に全国中学生選手権57kg級で2位になった。中学3年次に上京し、JOCエリートアカデミーへ入校して稲付中学で学ぶ。全国中学生選手権は70kg級で3位だったが、全国中学選抜選手権とクリッパン女子国際大会カデットの部で優勝した。
2017年に帝京高校へ進学し、ジュニアクイーンズカップカデットの部とJOC杯カデットの部で優勝した。インターハイと世界カデット選手権でも優勝をした。クリッパン女子国際大会で2連覇した。高校2年でジュニアクイーンズカップカデットの部とJOC杯カデットの部73kg級でそれぞれ2連覇すると、アジアカデット選手権でも優勝した。世界カデット選手権とインターハイでもそれぞれ2連覇した。ユースオリンピックは開会式で日本選手団の旗手を務め、3位となった。全日本選手権72kg級は、高校2年でシニア大会で優勝した。高校3年でジュニアクイーンズカップジュニアの部とアジア選手権で優勝した。全日本選抜選手権でオリンピック階級の76kg級に階級を上げて決勝まで進むも、世界選手権3位の皆川博恵に敗れて2位となる。インターハイで3連覇した。世界ジュニアは72㎏級で優勝した。U-23世界選手権は2位にとどまった。成田で開催されたワールドカップで優勝した。
2020年に東洋大学へ進学し、全日本レスリング選手権大会で優勝した。2年時に全日本レスリング選手権大会で2連覇した。3年時にアジア選手権で2位となる。全日本選抜選手権で優勝して世界選手権代表に選出された。世界選手権は準々決勝でトルコの選手に敗れるも、その後の敗者復活戦を勝ち上がり3位になった。4年時に全日本選抜選手権で優勝した。世界選手権代表決定プレーオフでも勝利した。
世界選手権は準々決勝で元世界チャンピオンであるアメリカのアデライン・グレイを破るなどして決勝まで進むと、キルギスのアイペリ・メデトキジを8 - 0でリードした後に相手の負傷による棄権勝ちで優勝した。日本の女子選手が最重量級で優勝したのは2003年の浜口京子以来20年ぶりとなった。今大会で金メダルを獲得し、規定によりパリオリンピック代表に内定した。
2024年1月4日に日本代表の強化合宿に取材に応じ、東洋大を卒業後の4月1日からサントリーに入社することを明らかにした。今後も練習拠点は東洋大に置き、五輪に向けて鍛錬を積む。
2024年8月のパリオリンピック女子76kg級では、決勝でアメリカ代表のケネディアクレシス・ブレーズを3-1で破って金メダルを獲得した。女子最重量級でオリンピックの金メダルは日本初の快挙である。
阪神タイガースファンで、推しは木浪聖也選手。2024年9月3日に甲子園球場で、中日戦の始球式で投球して木浪選手が打席に立った。
パリオリンピンクの金メダルを讃えて10月1日に栃木県が県民栄誉賞、宇都宮市が宇都宮市民栄誉賞を、11月24日には山形県が県民栄誉賞と山形市スポーツ栄誉賞を授与した。9月23日に宇都宮南警察署から一日署長を委嘱された。11月に紫綬褒章を受章した。

## おもな戦績
- 2014年 - ジュニアクイーンズカップ 中学生の部 3位（57kg級）
- 2014年 - 全国中学生選手権 2位（57kg級）
- 2014年 - 全日本女子オープン選手権（中学生の部） 2位（57kg級）

70kg級での戦績
- 2016年 - ジュニアクイーンズカップ  カデットの部 3位
- 2016年 - JOC杯カデットの部 3位（65kg級）
- 2016年 - 全国中学生選手権 2位
- 2016年 - アジアカデット選手権 3位（65kg級）
- 2016年 - 全日本女子オープン選手権（中学生の部） 優勝
- 2016年 - 全国中学選抜選手権 優勝
- 2017年 - クリッパン女子国際大会 カデットの部 優勝
- 2017年 - ジュニアクイーンズカップ  カデットの部 優勝
- 2017年 - JOC杯カデットの部 優勝
- 2017年 - 全日本選抜選手権 3位（69kg級）
- 2017年 - インターハイ 優勝
- 2017年 - 世界カデット選手権 優勝
- 2017年 - 全日本女子オープン選手権（高校生の部） 優勝
- 2018年 - クリッパン女子国際大会 カデットの部 優勝（65kg級）

73kg級での戦績
- 2018年 - ジュニアクイーンズカップ  カデットの部 優勝
- 2018年 - JOC杯カデットの部 優勝
- 2018年 - アジアカデット選手権 優勝
- 2018年 - 世界カデット選手権 優勝
- 2018年 - インターハイ 優勝（74kg級）
- 2018年 - ユースオリンピック 3位

72kg級での戦績
- 2018年 - 全日本選手権 優勝
- 2019年 - ヤリギン国際大会 2位
- 2019年 - クリッパン女子国際大会 2位
- 2019年 - ジュニアクイーンズカップ ジュニアの部 優勝
- 2019年 - アジア選手権 優勝

76kg級での戦績
- 2019年 - 全日本選抜選手権 2位
- 2019年 - インターハイ 優勝（74kg級）
- 2019年 - 世界ジュニア 優勝
- 2019年 - U-23世界選手権 2位
- 2019年 - ワールドカップ 優勝
- 2020年 - クリッパン女子国際大会 優勝
- 2020年 - 全日本レスリング選手権大会 優勝
- 2021年 - ジュニアクイーンズカップ ジュニアの部 優勝
- 2021年 - 全日本選抜選手権 2位
- 2021年 - 全日本学生選手権 2位
- 2021年 - 全日本レスリング選手権大会 優勝
- 2022年 - アジア選手権 2位
- 2022年 - 全日本選抜選手権 優勝
- 2022年 - 世界選手権 3位
- 2023年 - 全日本選抜選手権　優勝
- 2023年 - 世界選手権 優勝
- 2024年 - オリンピック 優勝

（出典）

## 受賞・受章歴
- 栃木県スポーツ功労賞（2023年）[29]
- 栃木県県民栄誉賞（2024年）[30]
- 宇都宮市市民栄誉賞（2024年）[30]
- 紫綬褒章（2024年）[31]
- 山形県県民栄誉賞（2024年）[32]
- 山形市スポーツ栄誉賞（2024年）[33]
- 山形経済同友会 2024明るい山形MVP賞（2025年）[34]